# Engela minuta
Engela minuta är en insektsart som beskrevs av William Lucas Distant 1906. Engela minuta ingår som enda art i släktet Engela och familjen Dictyopharidae. Inga underarter finns listade i Catalogue of Life.